# Batalla del vino

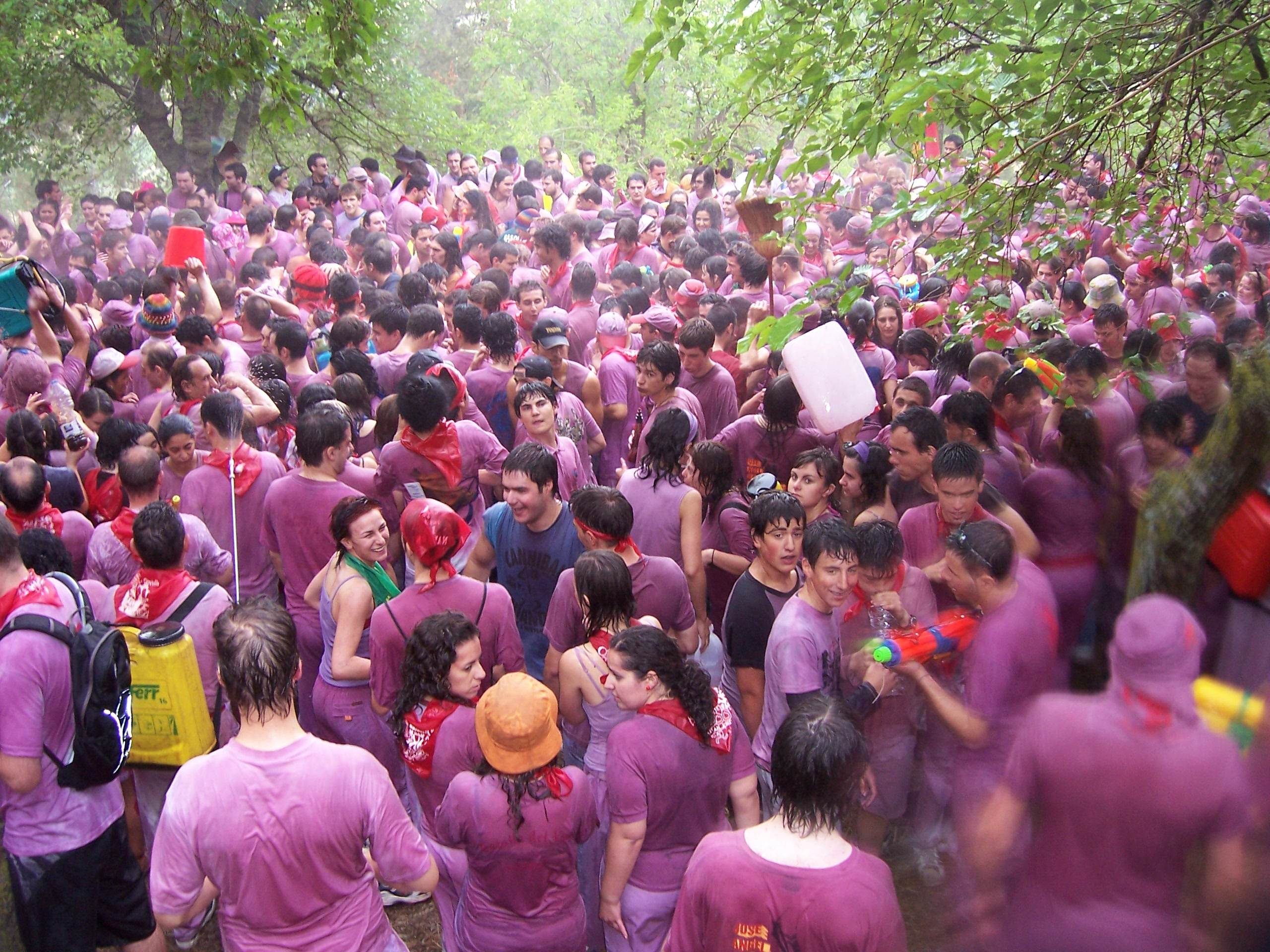
Batalla del vino de Haro.

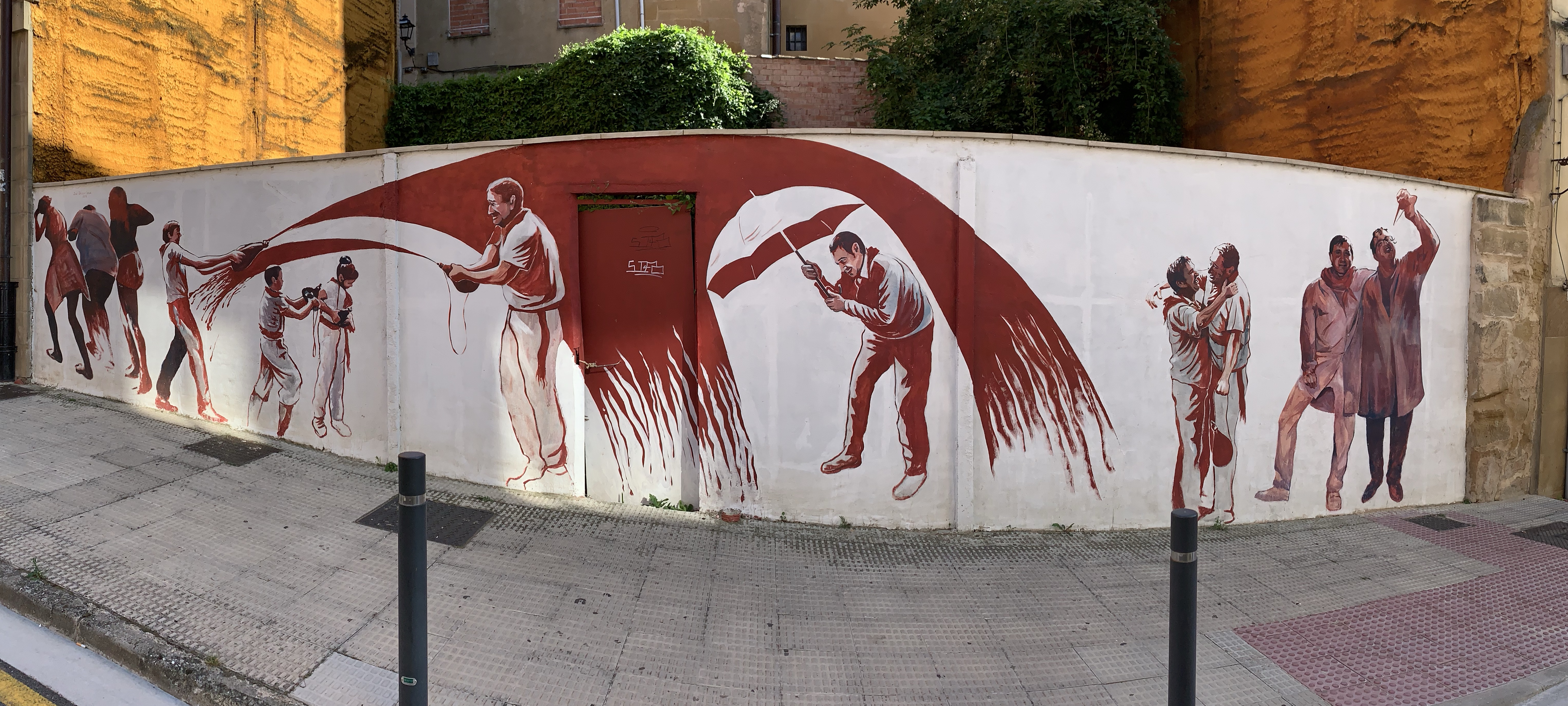
Graffiti de Batalla del Vino en Haro.

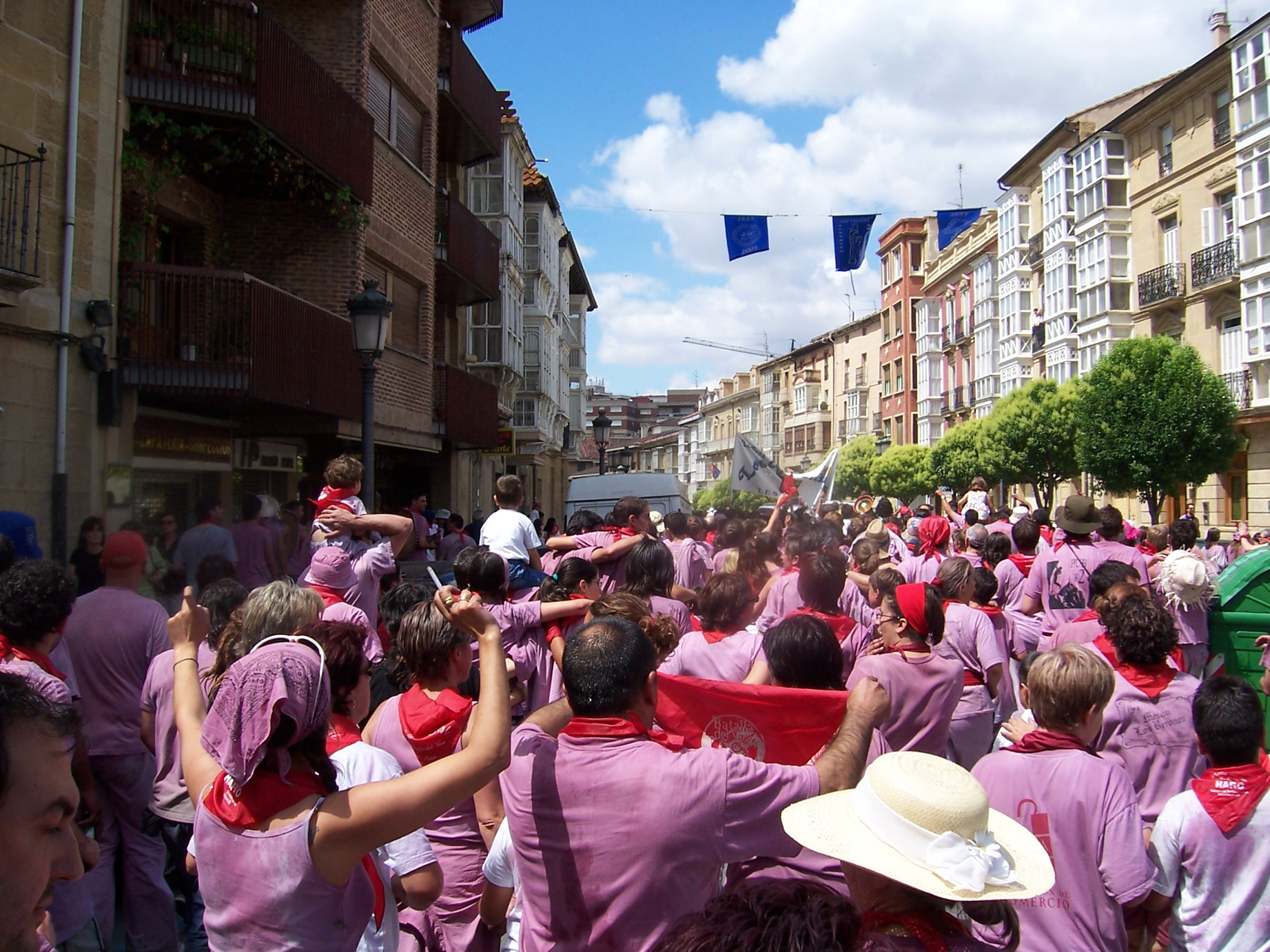
Romeros acompañados de charangas en la calle la vega, dirigiéndose a la plaza de toros tras la batalla del vino y la vuelta a la plaza de La Paz.

La batalla del vino es una Fiesta de Interés Turístico Nacional, que se desarrolla anualmente durante la mañana del 29 de junio, festividad de San Pedro, en la ciudad de Haro (La Rioja) España.
Consiste en remojar con vino tinto a otros participantes hasta quedar completamente morados y tiene lugar a unos seis km al norte de la localidad de Haro, en el paraje de los Riscos de Bilibio, situado junto al lugar conocido como Las Conchas, por el que el Ebro hace su entrada en La Rioja.
En el lugar donde se celebra, vivió y falleció Felices de Bilibio, maestro de San Millán en el siglo VI. Desde entonces el lugar ha sido visitado y venerado por peregrinos. Parece que la realización de la romería de forma más organizada surgió con la construcción de la primera ermita en los riscos a comienzos del siglo XVIII.
La transformación de la romería en lo que actualmente se conoce como «batalla del vino» tiene su origen en el jolgorio que se montaba durante el almuerzo que los romeros realizaban tras asistir a la misa en la ermita. Abundante vino acompañaba el festín, animando a la gente a cantar y a hacerse bromas entre ellos, como manchar con el vino que tenían para beber en sus botas. Esto no era del gusto de todos, por lo que durante varios años disminuyó la afluencia a la romería, especialmente de mujeres que no querían que les manchasen sus vestidos. En 1949 era ya tan habitual el arrojo de vino que se ganó la primera mención con el nombre de Batalla del vino, ganando popularidad con los años hasta conseguir la afluencia del festejo actual, que atrae anualmente a gente de todas partes.

## Desarrollo del festejo

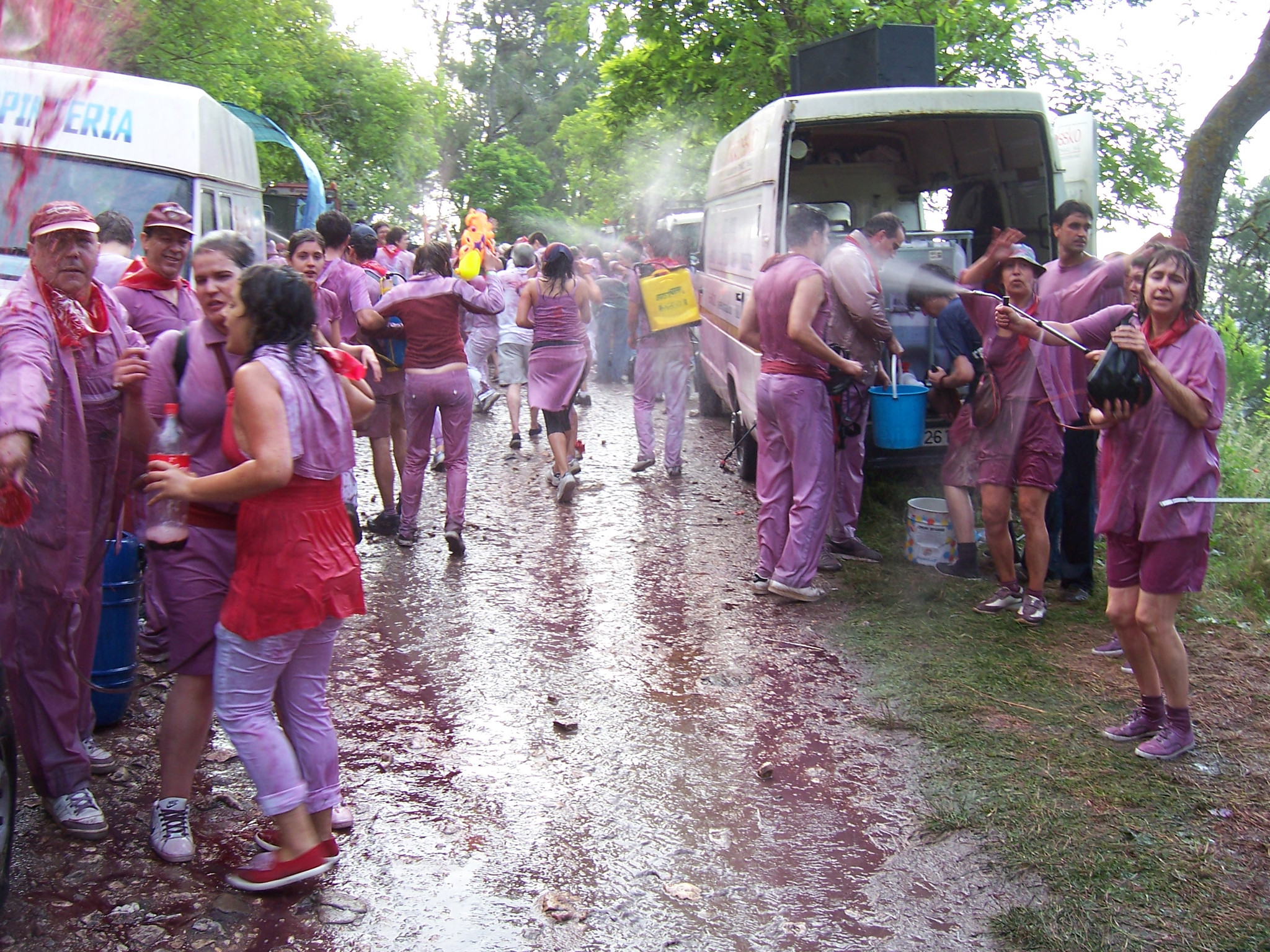
Al subir a los Riscos de Bilibio los "francotiradores" comienzan a disparar contra quienes se dirigen a la batalla del vino.

Un poco antes de las siete de la mañana, la gente, vestida de blanco, ataviada con el pañuelo rojo de las fiestas y portando el vino para la contienda, se encamina hacia los Riscos de Bilibio, bien andando, en remolques arrastrados por tractores o en vehículos particulares.
Una vez arriba, se empieza a arrojar el vino usando botas, botellas, sulfatadoras, calderos, pistolas de agua y todo lo imaginable que pueda albergar líquido.
Mientras se libra esta batalla, alrededor de las ocho y media o nueve dependiendo de años, el regidor síndico de la ciudad, quien simbólicamente tiene el mando durante las fiestas, abre comitiva a caballo hasta llegar a la ermita de San Felices de Bilibio, donde tras colocar el pendón en lo más alto de las peñas se celebra una misa. Al término de esta se dispara un cohete, dando inicio oficialmente la batalla del vino, comenzando las charangas a animar a la multitud que se reúne en las campas bajo la ermita.
Cerca de las diez y media, cuando se acaban las municiones (20.000 litros estimados en 2007. Entre 30 000 y 40 000 en 2008, coincidiendo con el fin de semana.), la gente se va retirando hacia los alrededores para secar sus empapadas ropas y almorzar los típicos caracoles o chuletillas al sarmiento.
Al finalizar el almuerzo, se vuelve de nuevo en romería hacia Haro hasta el puente sobre el río Tirón. A las doce del mediodía, se empieza a entrar en la ciudad (acto conocido como "las vueltas"), enfilando la calle Navarra al ritmo de las charangas para, tras rodear el templete de la música de la plaza de la Paz, ir hacia la plaza de toros donde se sueltan varias reses bravas.

## Ambientación histórica

### La importancia de los Riscos de Bilibio para los de Haro

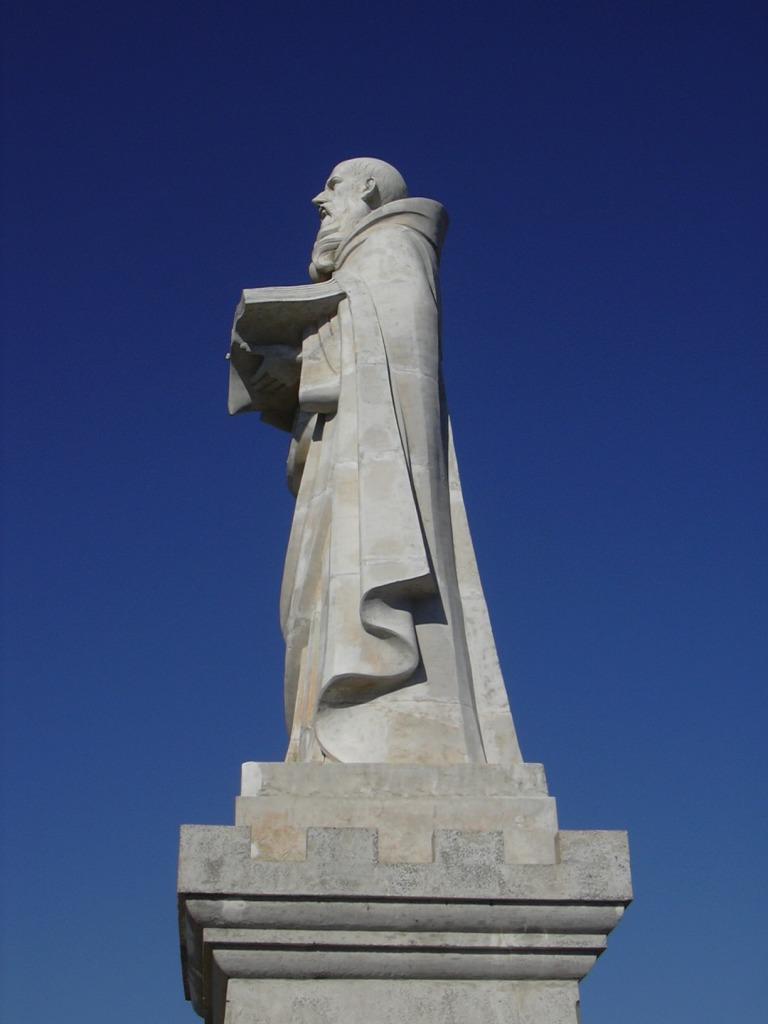
Monumento a Felices de Bilibio junto a la ermita en los Riscos de Bilibio, en honor al cual se celebra una misa.

En los Riscos donde se celebra esta fiesta, habitó y falleció el anacoreta Felices de Bilibio, maestro de San Millán, entre los siglos V y VI. Tras su muerte, comenzó la devoción de los habitantes de la villa de Bilibio y alrededores a su persona, produciéndose visitas a la cueva sobre los Riscos en la que se hallaba enterrado, como tributo a los actos que realizó en vida y por la protección de la comarca que achacaban a este.
Los habitantes de Bilibio fueron trasladándose a Haro hasta quedar deshabitado en el siglo X, llevando consigo su devoción por el santo.
En 1090 cuando la santidad de Felices se había extendido por toda Castilla, el Abad Blas decidió llevar los restos de Felices al Monasterio de San Millán, quedando vacía el 6 de noviembre la cueva que hasta entonces los había albergado. Este acto no hizo perder con el tiempo la devoción por el santo, por lo que la villa de Haro solicitó al monasterio una reliquia de Felices. El día 6 de noviembre (conmemoración del traslado de San Felices de Bilibio a San Millán) de 1605 se celebró la fiesta de San Felices en San Millán de la Cogolla con una misa solemne, durante la cual el abad manifestó su intención de conceder a Haro una reliquia, entregándosela al cabildo de la iglesia de Santo Tomás. Al día siguiente fue llevada a Haro y colocada en un relicario de la ermita de La Vega, por no contar todavía la iglesia de Santo Tomás con relicario, ni estar abierto al culto. Esta fue acondicionada, y a ella se trasladó la reliquia el 25 de junio de 1607.
El 31 de enero de 1644 se le nombra oficialmente patrón de Haro y el 2 de junio de 1655 se fundó una cofradía para venerarle
En 1694 se construyó una ermita en su honor bajo el cerro de la Mota, cerca de la iglesia de Santo Tomás, decidiéndose el 23 de julio de 1710 la construcción de la primera ermita en Bilibio, que cubriría la cueva donde se cree que habitó Felices.

### Precedentes de festejos el día de San Pedro
Parece que en el siglo XV las fiestas de San Juan (24 de junio) y San Pedro (29 de junio) eran las más importantes. La más señalada era la de San Juan, también denominada como San Juan del arco, puesto que era costumbre sacar un arco en procesión, adornado con las "vestimentas de la iglesia", en las que aparecían representadas las imágenes de San Juan y San Pedro.
Una cuenta de gastos del archivo municipal de 1462 dice "Que mandaron dar a Abrahin, tamboril, por que tanio en el día de San Juan e San Pedro, veinte maravedies" por lo que se desprende que ya en esas fechas se realizaba algún tipo de festejo.
En 1469 se sabe por otra cuenta de gastos que hubo toros tanto en San Juan como en San Pedro.
Para reducir los gastos del concejo se limitó en 1491 a novecientos maravedís y dos fanegas de trigo lo que se concedía a alcaldes y regidores para el "yantar" de San Juan y "çenas" de San Juan y San Pedro.

## Romería a los Riscos de Bilibio

### Aproximación al inicio de la romería

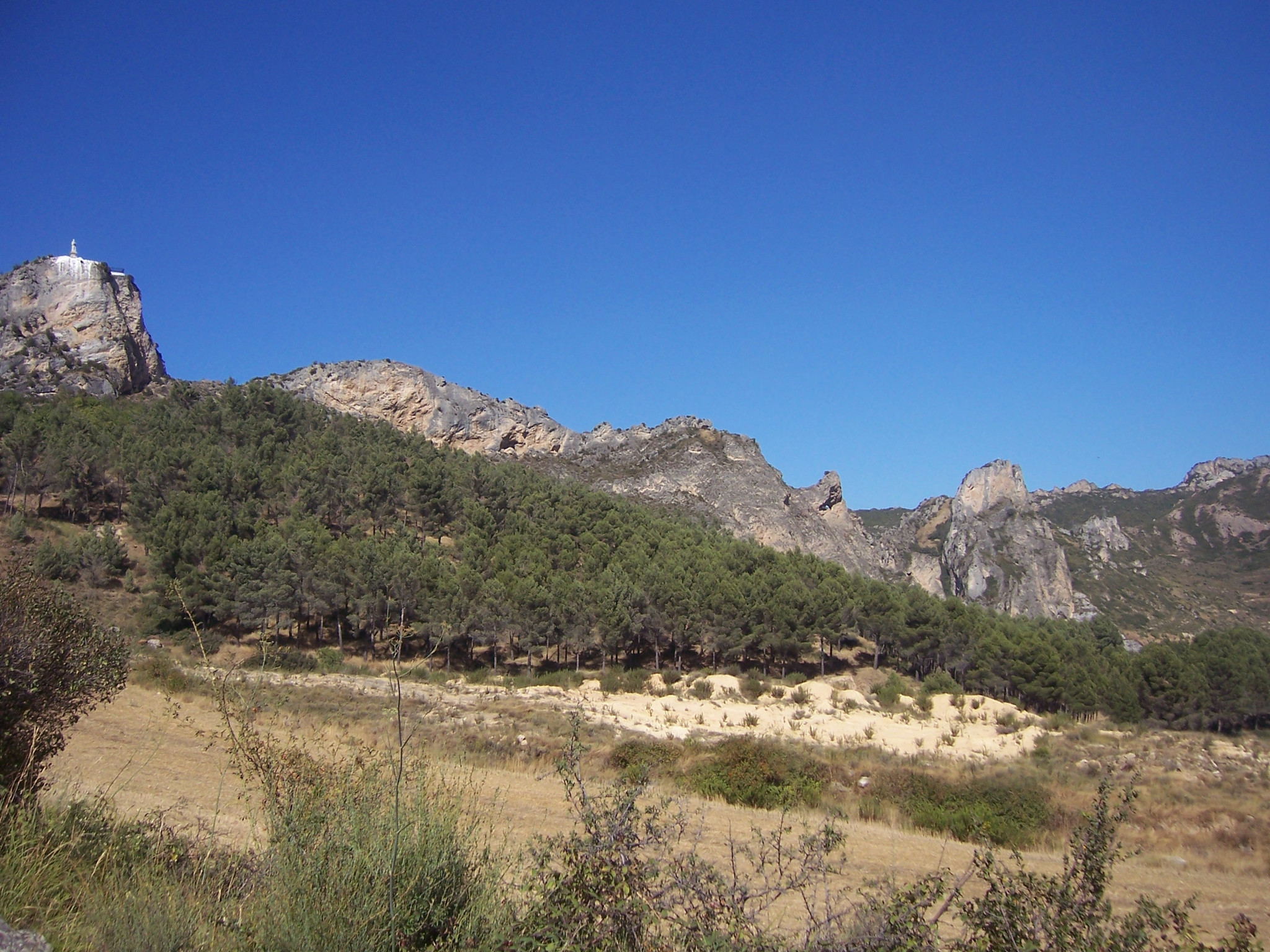
Paraje de los Riscos de Bilibio, donde se realiza la batalla.

Aunque por lo menos desde el siglo XV se realizaban actos el día 29 de junio, se desconoce la fecha en que comenzó a realizarse la romería a los Riscos de Bilibio.
Se sabe, por documentos del archivo municipal, de la realización de otras romerías por los habitantes de Haro. Una que se realizaba anualmente desde antes de 1467 era la romería al monasterio de Santa María de Toloño. En otras épocas se realizaron también romerías a la ermita de Santa Águeda y a la de Nuestra Señora de la Puente (junto al puente de Briñas).
En 1710 empezó a construirse la primera ermita en los Riscos, por lo que es probable que la romería organizada comenzara alrededor de ese año.

### Cambios de la romería debido a las guerras
Se sabe de la modificación de la tradicional romería en varias ocasiones.
En la época de la tercera Guerra Carlista, rondaban por los Montes Obarenes guerrilleros carlistas, lo que suponía un riesgo para los romeros, por lo que en 1873 y 74 se celebró la romería en los parajes de Fuente del Moro.
En 1875 por las correrías del guerrillero jarrero Benigno Barrionuevo “Carrión”, que ocupaba las Conchas de Haro para dificultar la marcha del ferrocarril tampoco pudo celebrarse la romería en Bilibio.

## Batalla del vino

### Comienza a tirarse vino, con las quejas de algunos
En el diario La Rioja del 29 de junio de 1898 el cronista Aguilera indicaba sobre la romería:

Para cuando este número llegue a las manos de mis queridos lectores de Haro, ya habrá pasado a la historia la típica romería de Bilibio; tendremos unas cuantas cántaras menos de vino en las bodegas y algunas de más entre el cuerpo y el traje; nos habremos desgañitado cantando con todas las fuerzas de nuestros pulmones y las que nos de el alcohol la popular jota de Lacalle y Manzanos.
Aguilera

De esto se desprende que ya desde años anteriores la gente acababa manchada de vino durante la romería.
En 1905 el mismo diario dice que la concurrencia a la romería no ha sido tan numerosa y que había menos mujeres que de costumbre. Aunque el día había salido nublado, da como posible motivo para la disminución de la afluencia que las mujeres venían con sus trajes claros manchados completamente de vino al igual que los hombres, considerándolo una brutalidad sin gracia.
Al año siguiente vuelve a decir que la fiesta decae porque algunos graciosos manchan a todo el mundo de vino y que irá a peor si las autoridades no le ponen remedio.
Manrique en la refundición en 1907 del sainete "¿Eh, ¡á Bilibio!" recoge que la romería se realizaban remojones de vino, lo que no era del gusto de todos.
Parece que la afluencia de gente se recuperó ya que en 1910 se dice que había subido mucha gente y en los años siguientes la animación sigue normal.
En 1918 el diario La Rioja publicó un relato exhaustivo de la fiesta bajo el título ¡A Bilibio! donde se indica, que algunos remojaban a otros de vino en medio de la alegría provocada por el tinto tomado durante el almuerzo.

La mañana va pasando suavemente: mientras van, buscan buen sitio, corren, bailan y oyen misa, las diez: la hora crítica para "matar el gusanillo". Un corro aquí, otro allá y otro más lejos, sentados sobre el yerbín, con los ojos fijos en la humeante cazuela, da principio el almuerzo, el cual se celebra con la general alegría romeril, corriendo el chiste que es un gusto, y aun con mayor gusto corre el tinto por las gargantas. 
Terminado el almuerzo, los romeros, con un puro de los de "gorra" en la boca y el ya medio botarrón en la mano, bajan a la otra plazoleta contigua al corral, y allí vuelven a oírse los acordes de la música, y los muchachos de ambos sexos, grandes y pequeños, jóvenes y viejos, se lanzan a bailar de una manera "edificante"; corren tropiezan, caen, se levantan, sudan, ríen y arman tal algarabía que no se les entiende, ni se entienden. Entonces es cuando el vino empieza a hacer su operación, ayudad por el sofocante calor de una avanzada mañana de verano. Uno, por aquí, riega de tinto las cabezas de las personas que más cerca de él se encuentran. Otro con un vaso de vino levantado en alto, canta con todas las fuerzas de sus pulmones.
Juan Lapresa

En un reportaje de la revista Blanco y Negro de 1929 se dice que al llegar a la población los de las blusas largas las llevan empapadas de vino y que desde la ermita hasta la plaza de la paz van bautizando con el tinto de las botas a cuantas personas encuentran a su alcance, costumbre que se realiza desde hace pocos años.
En la crónica del diario La Rioja de 1932 dice que los bautizos de vino se prodigaban con gran frecuencia, lo que hacía que la fiesta perdiera brillo y que las mujeres se retrajeran de asistir.
Una poesía del mismo año publicada en el periódico jarrero San Pedro indica algo semejante:

...

Fiestecica de San Pedro de tan dichosa memoria

estás perdiendo tu brillo y también tu justa gloria,

al no acudir las jarreras -que antes acudían todas-

por mor de cuatro bellacos cortos de ingenio y de gracía,

que con sus botas de vino el rostro y vestidos manchan.

...
Periódico San Pedro nº 2., "Romance de un corto de vista (no ciego)".

El número de mujeres siguió disminuyendo. Así en 1933, con buen tiempo, el diario La Rioja dice que había un "ramillete de lindas muchachas". En 1934, con día frío apenas había mujeres y en 1935 y 1936 el corresponsal indicaba que no había subido ninguna. 
En 1937, encontrándose el país en plena Guerra Civil el ayuntamiento decidió limitar el festejo su aspecto más religioso. Se haría la romería sin la banda de música y no habría vaquillas ni novillada. Aun así casi dos centenares de personas subieron a los Riscos. A diferencia de otros años, se hicieron dos misas a las ocho y a las nueve y las autoridades que siempre almorzaban en el único edificio que allí se levantaba, ese año lo hicieron con el resto de los romeros. En 1938 se repitió la situación del año anterior con la misma cantidad de gente y un "ramillete de lindas y simpáticas señoritas". No faltaron los bautizos de vino y al llegar a la plaza se dieron las típicas vueltas finalizando la fiesta.
En 1939, habiendo finalizado ya la guerra y desmovilizado gran número de reemplazos se esperaba que la gente joven acudiera con muchas ganas de divertirse. La gran cantidad de asistentes rompió las previsiones, participando además centenares de mujeres que dieron brillo a la festividad. Volvió a subir la banda de música, se dieron dos misas, con el almuerzo se bebió y lanzó mucho vino y tras las vueltas hubo vaquillas y por la tarde novillada.

### El arrojo de vino se hace popular dando origen al festejo actual
En los años siguientes la población terminó por aceptar que algunos tirasen vino durante la romería, por lo que pasó a formar parte de esta, apareciendo nombrada en 1949 por primera vez como Batalla del Vino en la crónica de Enrique Hermosilla Díez para el diario La Rioja. Entonces la batalla se producía al salir de misa, junto a las escaleras de la ermita y la pequeña explanada adyacente.
Visto el éxito del festejo, la cofradía de San Felices, con Domingo Contreras González como prior y el ayuntamiento, con Antonio Vargas Carranza como alcalde, solicitaron al Ministerio de Información y Turismo el reconocimiento de la romería como fiesta de interés turístico, obteniendo tal reconocimiento el 8 de julio de 1965.
El 22 de septiembre de 1968 a las 12:30, se hizo una segunda Batalla del Vino a petición de una agencia norteamericana de publicidad, que estaba rodando las fiestas más típicas y coloristas de España. En esta batalla la gente no tenía la alegría de las fiestas y estaba cansada, por haber tenido que esperar desde las 10:30 (hora a la que habían sido convocados), hasta la hora del rodaje.
El número de participantes iba en aumento, lo que conllevó que en 1976 se trasladase bajo la cara sureste de los Riscos para mayor seguridad. De esta forma hoy la batalla tiene lugar en dos zonas, la más multitudinaria en la arboleda y la más tradicional junto a la salida de la ermita al terminar la misa.
Al ser anulada en el ámbito nacional la festividad de San Pedro en marzo de 1977, el ayuntamiento de Haro temiendo que al ser día laborable la romería dejara de ser multitudinaria, decide someter a referéndum la posibilidad de cambiar la fecha de celebración al domingo siguiente al día de San Pedro. El pueblo de Haro concluyó que quería seguir festejándolo el día 29 de junio como era costumbre y hoy en día sigue siendo multitudinaria.

### Fiesta de Interés Turístico
El 8 de julio de 1965 la Secretaría del Ministerio de Información y Turismo concedió el título honorífico de "Fiesta de Interés Turístico" a la "Romería de San Felices de Bilibio".
El 18 de enero de 1980, la Secretaría de Estado de Turismo, en cumplimiento del artículo 7 de la ordenanza del 29 de enero de 1979 para reclasificar las fiestas de Interés Turístico de España, publicó una relación de festejos clasificándolas entre "Fiestas de Interés Turístico Internacional", "Fiestas de Interés Turístico Nacional" y "Fiestas de Interés Turístico", incluyendo a la Romería de San Felices de Bilibio en esta última.
El 15 de junio de 1988 se solicitó al Ministerio de Transportes, Turismo y Comunicaciones la declaración de Fiesta de Interés Turístico Nacional para la "Romería a San Felices de Bilibio", siendo desestimada el 30 de noviembre.
En noviembre de 1998 el gobierno de La Rioja le concedió el título de "Fiesta de Interés turístico en La Rioja".
El 22 de marzo de 2011 fue declarada Fiesta de Interés Turístico Nacional.

## Otros datos

### El síndico
El mayor protagonista de la romería es el Regidor Síndico, que abre comitiva y porta el pendón de la ciudad. El cargo tiene su origen en el Procurador Síndico, que era el encargado de los barrios externos y aldeas bajo la jurisdicción de Haro, como San Felices, Atamauri, Alviano. También se encargaba de los viajes, en ocasiones acompañado del alcalde. En 1888 este cargo aparece nombrado por primera vez como Regidor Síndico, que es el que se mantiene en el presente, aunque ahora el cargo es electo durante las fiestas, siendo el mandatario simbólico durante estas.

## Leyendas y creencias populares
La ausencia de estudios rigurosos a finales del siglo XX sobre el desarrollo histórico del festejo, llevó a que se fueran asentando algunas creencias y leyendas que habían surgido a lo largo de los años. El 26 de junio de 2010 el investigador Fernando de la Fuente dio una conferencia en la Casa del Santo de Haro organizada por la Cofradía de San Felices de Bilibio, con el fin de divulgar sus estudios sobre los orígenes de la romería del 29 de junio y así intentar evitar que se sigan extendiendo las falsas creencias.

### Leyenda sobre disputas entre Haro yMiranda de Ebro
Anualmente, tanto en la romería del 29 de junio como en la del primer domingo de septiembre, el procurador-síndico coloca sobre la ermita de San Felices el pendón morado de la ciudad. Se desconoce cuál es el motivo, pero un comentario dejado por Domingo Hergueta en su libro "Noticias históricas de la muy noble y muy leal ciudad de Haro", ha llevado a algunos a dar por buenos supuestos orígenes que en ningún momento han sido refrendados con datos, ni parecen tener rigor histórico.
Hablando de la romería de junio Hergueta dice en su libro:

Siendo ya las diez y media u once comienzan los romeros a prepararse para el regreso, después de arriar la bandera de la villa que ha llevado el procurador y que ha estado ondeando en lo más alto de San Felices y que parece ser una de las notas más salientes de la romería, pues tanto en este día como en el primer domingo de septiembre que también se suele subir a Bilibio por el Procurador-Síndico y cofrades de San Felices ha de ser colocada encima de la ermita; se tiene por tradición que de no hacerse así pasarían aquellos riscos a jurisdicción de Miranda de Ebro y acaso tenga con ello alguna relación la Carta ejecutoria de Miranda con Haro sobre términos y pastos y la sentencia entre la villa de Miranda y la de Haro sobre términos y pastos que había en el Archivo municipal de Miranda.

En la cita indica una suposición (basada en la tradición) pero sin ahondar en ello al no encontrar el motivo por el que se colocaba el pendón en lo alto durante la realización de las romerías. Se sabe de la existencia de varios pleitos con Miranda entre los siglos XI y XIII, pero se desconoce a que documentos se referiría, ya que en los existentes no se atisba ninguna posible relación con este asunto.
Además las romerías parecen relativamente recientes, estando constatadas la de junio a partir de la construcción de la primera ermita en Bilibio después de 1710 (aunque el día de San Pedro ya se festejaba en Haro con anterioridad) y la del primer domingo de septiembre, instaurada por la Cofradía de San Felices, a partir de 1849.
El acto de tirar vino como si fuera una guerra ha sido atribuido en muchas ocasiones a las antiguas disputas que existieron entre Haro y Miranda, cuando por las diferentes menciones en prensa de la primera mitad del siglo XX se ve que tirar vino formaba parte del jolgorio que se producía después del almuerzo y de ahí evolucionó con el tiempo hacia la actual batalla del vino.

### Creencia de que era Fiesta de Interés Turístico Nacional antes de 2011
A finales del siglo XX y principios del XXI se extendió la idea de que el festejo tenía la consideración de Fiesta de Interés Turístico Nacional y así era recogido en numerosos medios. No fue hasta 2010 cuando desde el ayuntamiento de Haro se recabó documentación para conocer las diferentes atribuciones que se le habían realizado a lo largo del tiempo, detectando que la máxima que poseía era la de Fiesta de Interés Turístico, que tiene la consideración de regional.
El ayuntamiento tramitó en 2010 la concesión del título nacional, siendo concedida el 22 de marzo de 2011.

## Batalla del vino infantil

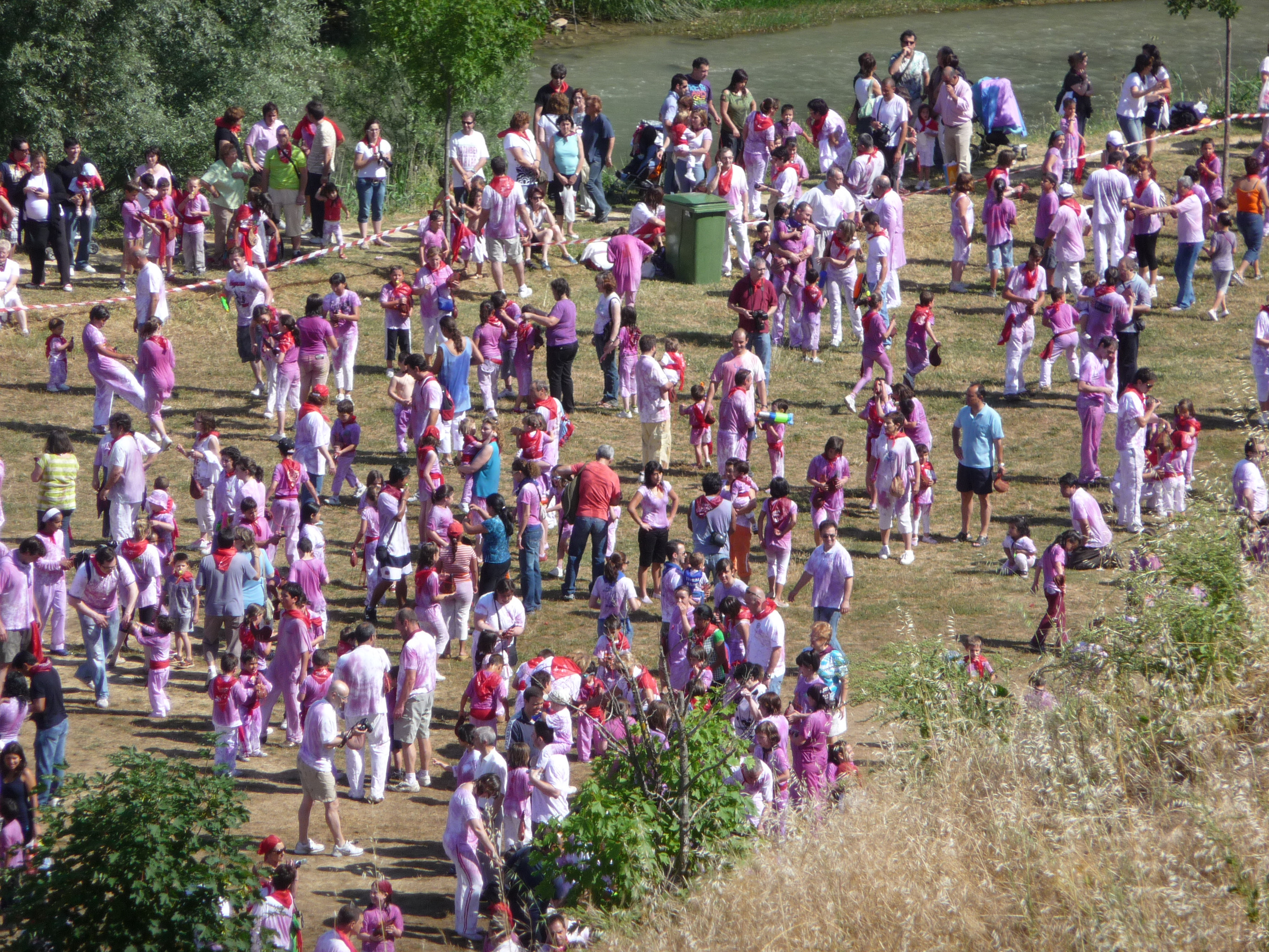
Batalla del vino infantil, celebrada junto al campo de fútbol de "El Ferial".

Desde el año 2004, durante las fiestas de junio, se viene realizando una batalla del vino infantil para que los más jóvenes puedan disfrutar de esta tradición. 
El 26 o 27 de junio, entre las 10 y las 11 de la mañana en la plaza de la Paz, se reparten unos vales canjeables por una bota llena de mosto tinto. Se sale poco después en romería hasta el recinto de El Ferial donde, tras realizar una ofrenda al patrón y el lanzamiento de un cohete, da comienzo la batalla. Tras ésta, se reparte un almuerzo de chocolate y bizcochos, continuando con el retorno a la plaza de la Paz donde se dan Las Vueltas acompañados de charangas, para terminar corriendo cabezudos en la plaza de San Martín.

## Festejos similares en otras localidades
En Jumilla (Murcia), el sábado siguiente del festivo 15 de agosto, se celebra la Gran Cabalgata del Vino, enmarcada en la Feria y Fiestas de la Vendimia, donde se celebran otras cabalgatas y actos festivos, como Moros y Cristianos o un Festival Nacional de Folclore. Es una cabalgata que sirve de colofón a diez días de fiestas, donde desfilan carrozas, que representan a Jumilla y a su vino. Estas carrozas van acompañadas de música, dulces típicos y muchos litros de vino que acabarán repartidos entre los participantes. Atrae a varias decenas de miles de personas de numerosas localidades cercanas y provincias limítrofes.

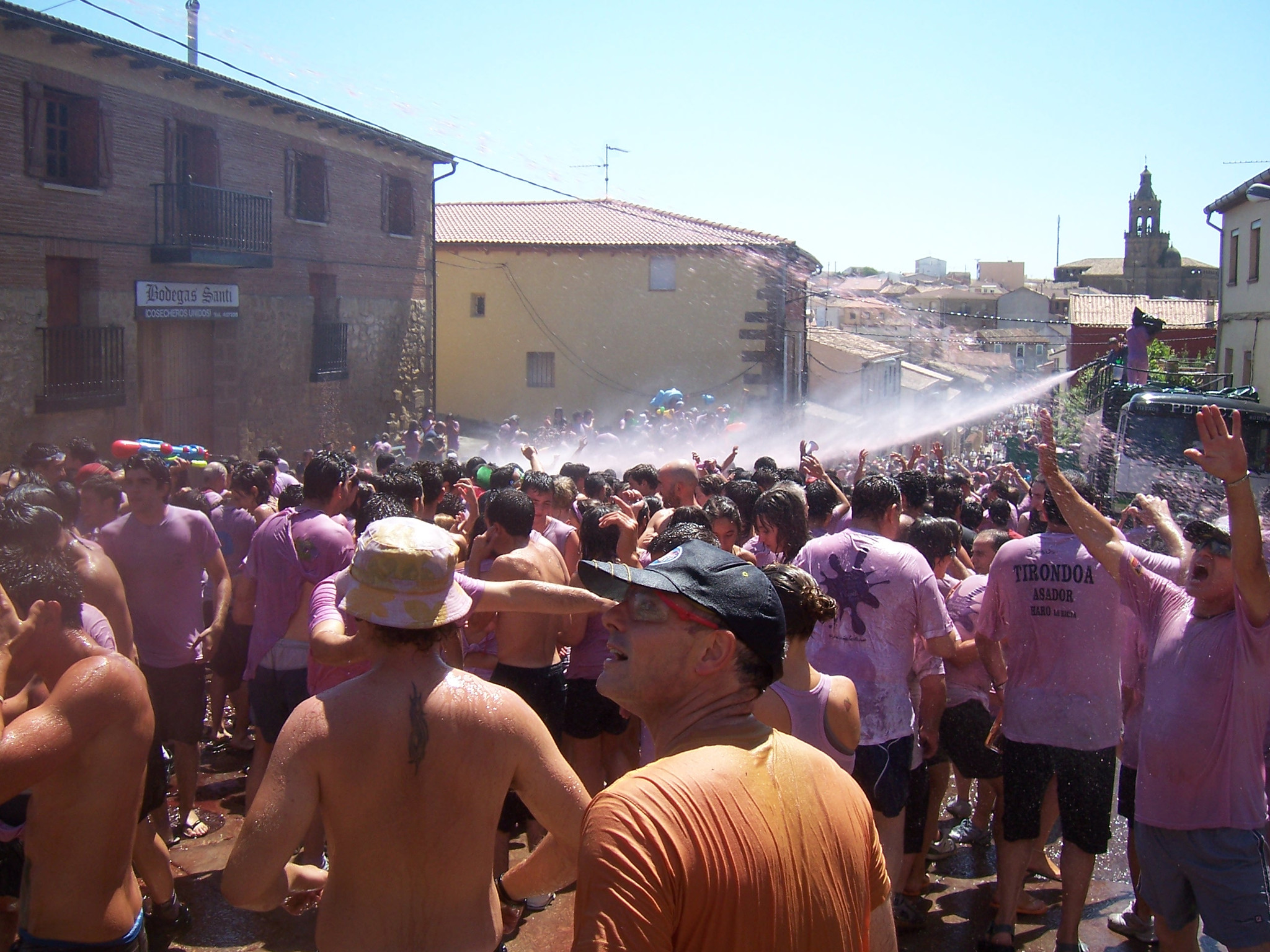
Batalla del clarete de San Asensio, La Rioja (España).

En la localidad riojana de San Asensio celebran desde 1977 la batalla del clarete. Se realiza en el barrio de las bodegas a las 12 de la mañana del domingo más cercano al 25 de julio. En 2007 cumplía su trigésima edición y contó con la asistencia de más de mil personas.
En Llamigo, localidad de la parroquia de Nueva, concejo de Llanes (Asturias), cada 9 de septiembre realizan una misa solemne con procesión, carrera de caballos y una guerra del vino en forma similar a la de Haro, durante las fiestas en honor a la Virgen de Loreto.